# Parafia św. Dymitra w Lęborku
Parafia greckokatolicka pw. św. Dymitra w Lęborku – parafia greckokatolicka w Lęborku. Parafia należy do eparchii olsztyńsko-gdańskiej i znajduje się na terenie dekanatu gdańskiego. Jej administratorem jest ks. Oleh Hrystiv. 

## Historia parafii
Parafia greckokatolicka pw. św. Dymitra funkcjonuje od 1958 r., księgi metrykalne są prowadzone od roku 1959.

## Świątynia parafialna
Nabożeństwa odbywają się w kościele rzymskokatolickim pw. św. Maksymiliana Kolbe o godz.12.30 każdej niedzieli.